# Dattili
Nella mitologia greca, i Dattili (in greco antico: Δάκτυλοι, Dáktuloi, ovvero "Dita") erano un gruppo di antiche divinità, associate alla dea Rea e alla metallurgia. Erano a volte identificati con i Cureti.

## Mitologia

### Nascita
Secondo una versione, mentre stava partorendo Zeus, Rea presa dal dolore poggiò le sue dita a terra, premendole con tanta forza che uscirono fuori i Dattili. Cinque maschi dalla mano destra e consequenzialmente, cinque femmine dall'altra mano. In un'altra versione, i Dattili vivevano sul monte Ida molto tempo prima rispetto alla nascita di Zeus. Oppure, nella versione di Apollonio Rodio, la ninfa Anchiale li diede alla vita nella grotta del Monte Ditte. Mnasea, nel libro Sull'Asia, dice che si chiamarono in questo modo perché il loro padre era Dattilo e la madre Ide; l'autore della Foronide scrive così: «lì avevano dimora gli incantatori Idei, frigi, uomini dei monti, Chelmide, Damnameneo e il possente Acmone, destri servitori della montana Adrastea, che per primi trovarono l'arte dell'astuto Efesto tra le balze montane, lo scuro ferro, e lo posero sulla fiamma e mostrarono un'opera eccellente».
I fratelli dattili erano bravissimi fabbri, infatti furono i primi a scoprire il ferro, in un monte a loro vicino, il Berecinzio.
Invece le loro sorelle, stabilitesi a Samotracia, avevano maestria nell'arte della magia e iniziarono Orfeo al mistero della dea.

### Nomi e numero
Secondo la tradizione più antica, testimoniata da uno scolio al primo libro di Apollonio Rodio, i Dattili erano:
- Acmone: l'incudine
- Damnameneo: il martello
- Chelmi: il coltello

In un altro passaggio, lo stesso autore aggiunge Tizia e Cilleno, portando il loro numero a cinque.
Anche secondo la versione di Pausania, i Dattili erano cinque, e rappresentavano le dita della mano:
- Eracle: il pollice, da non confondere con il più famoso Eracle, figlio di Zeus e Alcmena;
- Eonio (o Peonio): l'indice
- Epimede: il medio
- Giasio (o Iasio): l'anulare
- Acesida (o Ida): il mignolo

Si dice anche che fossero sei e cinque, destri i maschi e mancine le femmine. Ferecide racconta invece che i destri erano venti e i mancini trentadue. Erano stregoni e incantatori, e Ferecide racconta chi di loro faceva gli incantesimi era mancino, chi li scioglieva era destro.
Come sostiene Ellanico, furono chiamati Dattili perché mentre vivevano sull'Ida incontrarono Era e le toccarono le dita.
Altri sostengono invece che i Dattili erano i Cureti, che difesero il dio Zeus quando in tenera età si trovava a Creta e per scampare alla furia di Crono subito eressero a lui un tempio.